# Forest Park (métro de Chicago)
Pour les articles homonymes, voir Forest Park.
Forest Park (anciennement Desplaines jusqu’en 1994) est le terminus de la ligne bleue du métro de Chicago. Un parking de dissuasion et une station de transfert vers le bus se trouvent à proximité de la station. Elle se situe sur le territoire de la ville de Forest Park.

## Description
Elle a été ouverte le 11 mars, 1905 par la Egin & Aurora Railroad et elle était desservie par des trains express jusque Washington/Wells avant d’être intégrée dans les plans du Chicago Transit Authority en 1947. 
En 1958, lors de la construction de la Congress Branch au milieu de l’autoroute Eisenhower, la ligne bleue fut déroutée et connectée au Milwaukee-Dearborn Subway à la station LaSalle faisant de Forest Park le terminus sud de la ligne bleue. 
Forest Park est l’une des rares stations de la Congress Branch line qui ne se trouve pas dans la médiane de l’Eisenhower Expressway, elle se trouve à 350 mètres au nord de celle-ci. 
En 1966, Le parking de dissuasion annexe de 1051 places fut ouvert et une nouvelle station de métro fut construite et achevée en décembre 1982 en même temps que le Transit Center qui offre une correspondance vers de nombreuses lignes de bus. 
La station ouverte 7 jours/7 et 24h/24 et 1 249 061 passagers l'ont utilisé en 2008.

## Les correspondances
Avec les bus de la Chicago Transit Authority :
- #17 Westchester

Avec le réseau de bus Pace :
- #301 Roosevelt Road
- #303 Madison Street-9th Avenue
- #305 Cicero-River Forest
- #308 Medical Center
- #310 Madison Street-Hillside
- #317 Westchester
- #318 West North Avenue
- #320 Madison Street
- #391 Near West Suburbs-United Parcel Service Hodgkins
- #747 DuPage Connection
- #757 Northwest Connection
- #767 Congress/Douglas-Prairie Stone Connection

## Dessertes
| Nord/Ouest            |  |                      |  | Sud/Est            |
| --------------------- |  | -------------------- |  | ------------------ |
|                       |  | ligne bleue terminus |  | Harlem vers O'Hare |
| modifier sur Wikidata |  |                      |  |                    |